# زلک (آلمان)
زلک (به آلمانی: Selk) یک شهر در آلمان است که در اشلسویگ-فلنسبورگ واقع شده‌است. زلک ۸۱۱ نفر جمعیت دارد.